# Le Dernier des Valerii
Le Dernier des Valerii  (The Last of the Valerii) est une nouvelle fantastique d'Henry James, rédigée en janvier 1873, parue en janvier 1874 dans The Atlantic Monthly, et reprise l’année suivante chez Osgood, à Boston, dans le recueil Un pèlerin passionné et autres récits. Elle sera reprise à nouveau dans le recueil Histoires ressuscitées en 1885,.
Vers 1860, John La Farge invite Henry James à lire La Vénus d'Ille dont cette nouvelle propose une variation et un hommage à Prosper Mérimée. Dans l’œuvre de James, il s’agit d’un rare exemple de récit fantastique qui ne soit pas une histoire de fantômes.

## Résumé
Au moment où séjourne à Rome le narrateur, un peintre américain venu assister au mariage de sa nièce avec un comte italien, la statue grecque d’une déesse, objet archéologique de grande valeur, est découverte dans le jardin de l’illustre famille des Valerii. Cette Junon est dans un état parfait, hormis une main détachée du corps que le comte décide de ranger dans un coffret.  
Peu après, les familiers s’aperçoivent que le comte passe des heures en compagnie de la statue qui a été érigée dans un pavillon. Une nuit, au clair de lune, le narrateur est même témoin d’un rite qu'il voue à la Junon. Quand, déjà inquiète de l'étrange indifférence de son mari, la jeune épouse apprend avec stupeur de son oncle les détails de la cérémonie nocturne, elle ordonne l'enfouissement de l'effigie antique, ce qui libère le comte de son envoûtement.

## Commentaire
Les thèmes de cette nouvelle concernent les conflits de cultures (entre catholiques et protestants), l'emprise du passé, le mariage, l'atavisme, l'héritage et le retour de pulsions archaïques. Dans cette nouvelle, il ne s'agit pas d'érotisme mais d'une emprise réelle exercée par la statue de Junon (déesse des femmes et du mariage) expliquant ainsi la transcendance des formes du désir sexuel. Au XIXe siècle, la rivalité entre la statue et la femme de chair est un motif littéraire courant. Dans un chapitre du roman de Nathaniel Hawthorne Le faune de marbre, il est question de l’exhumation d'une statue de Vénus, Donatello (comte toscan mi-homme mi-faune) est dépeint comme un animal innocent limité en pensées et émotions, représentant ainsi un âge d'or.
Cette nouvelle évoque le thème du mariage transatlantique entre Américains et Italiens (entre Martha et Valerii). James reprendra ce thème en 1904 dans son roman La coupe d'or dans lequel Maggie Verver (fille d'homme d'affaires américain) épouse Amerigo (prince italien) dont elle dit qu'il est un "morceau d'Italie". Dans cette nouvelle également, il est question d'adultère et de faire respecter la fidélité de l'homme  ainsi que le maintien des apparences.
Dans les années 1880, James craint qu'on le cantonne à des analyses des différences entre Amérique et Europe, ainsi il évoquera le risque d'être "condamné" à un "destin thématique". En 1867, James jugeait que l'Amérique était en avance sur les Européens notamment grâce à la liberté d'assimiler ou non ce qu'ils peuvent "trouver ici ou là", jugeant ainsi l'Amérique capable de réaliser "une synthèse intellectuelle des diverses tendances nationales du monde". En 1869, il dira que l'Américain doit "lutter contre une surestimation superstitieuse de l'Europe".
La figure de la main revient à de nombreuses reprises : Valerii lorsque l'exhumation a lieu rêve qu'une main de marbre se pose sur sa main ; Martha sent la main de Junon ; le narrateur imagine apaiser d'une main compatissante ; à la fin, la main de Martha tremble ; l'impression que la statue a "passé la main" à Martha ; la mainmise du passé sur l'esprit et le destin du comte Valerii ; le comte continue de vénérer en secret la main dérobée de Junon.

## Traductions françaises
- Le Dernier des Valerii, traduit par Louise Servicen, Paris, Éditions Albin Michel, 1959 ; réédition, Paris, Albin Michel, coll. « Les grandes traductions » no 19, 1984 ; réédition, Paris, Payot et Rivages, coll. « Rivages poche » no 62, 1992 ; réédition, dans La Madone du futur et autres nouvelles, Paris, 10/18, coll. « Domaine étranger » no 3133, 1999
- Le Dernier des Valerii, traduit par Jean Pavans, dans Nouvelles complètes, tome I, Paris, Éditions de la Différence, 1990 ; réédition dans Les Papiers d’Aspern : et sept autres nouvelles, Paris, La Différence, coll. « Minos », 2010
- Le Dernier des Valerii, traduit par Évelyne Labbé, dans Nouvelles complètes, tome I, Paris, Gallimard, coll. « Bibliothèque de la Pléiade », 2003 ; réédition, Paris, Gallimard, coll. « Folio bilingue » no 154, 2008

## Sources
- Tales of Henry James: The Texts of the Tales, the Author on His Craft, Criticism sous la direction de Christof Wegelin et Henry Wonham (New York: W.W. Norton & Company, 2003)  (ISBN 0-393-97710-2)
- The Tales of Henry James par Edward Wagenknecht (New York: Frederick Ungar Publishing Co., 1984)  (ISBN 0-8044-2957-X)